# نیکولایفکا (شهرستان بورایفسکی، باشقیرستان)
نیکولایفکا (انگلیسی: Nikolayevka, Burayevsky District, Republic of Bashkortostan) یک شهرک در شهرستان بورایفسکی باشقیرستان کشور روسیه است.